# 蒂姆尼特·格布鲁
蒂姆尼特·格布鲁（英語：Timnit Gebru；1982/1983）是一位出生於厄立垂亞的伊索匹亞電腦科家家 ，致力於人工智慧（AI）、算法偏見和資料探勘領域的工作。她是技術多元化的倡議者，也是從事人工智慧工作的黑人研究人員社群Black in AI的聯合創辦人。她是分布式人工智慧研究所（DAIR）的創辦人。
2020年12月，格布魯離開Google的事件引發了大眾争議，她是Google人工智慧道德團隊的聯合技術負責人。格布魯與五位共同領導人（其中四位也来自Google）撰寫了一篇關於大型語言模型(LLM)風險的論文並且公開發表。Google管理層要求格布鲁撤回圇文或删除所有Google雇用的作者姓名，聲稱該篇論文忽略了最近的研究成果。格布鲁要求Google做出解释，並表示如果Google拒絕，她將與她的管理層並進行「最後一次的會談」。Google立即終止了與她的聘雇關係，並表示接受她的辭職。格布鲁堅稱，她並沒有正式提出辭職，只是威脅要辭職。
格布魯在人工智慧論理方面的專業知識受到各界廣泛認可。她被《財富》雜誌評選為全球50位最偉大領袖之一，被《自然》雜誌評選2021年影鄉科學的十大人物之一，並於2022年被《時代》雜誌評選為最具影響力的人物之一。

## 早年生活與教育
格布鲁在伊索匹亞的阿迪斯阿貝巴長大。 她的父親是一名擁有哲學博士學位的電機工程師，在她五歲時去世，她由身為經濟學家的母親撫養長大。 她的父母都来自厄立垂亞。格布鲁15歲那年，衣索比亞-厄利垂亞戰爭期間，她的部分家人被驅逐到厄立垂亞並被迫参加戰争，因此她逃離了伊索匹亞。她最初被美國拒簽，並短暂居住在愛爾蘭，但最終在美國獲得了政治庇護， 她說這是一次“悲惨”的經歷。格布鲁在麻塞諸塞州的薩默維爾定居，在那裡上高中，她說，她很快就開始遭受種族歧視，儘管她的成績很好，但有些老師拒絕讓她参加某些大學先修课程。  
高中畢業之後，一次與警察的事件讓格布鲁開始關注技術道德問题。她的一位朋友，一位黑人女性，在酒吧遭到襲擊，格布鲁打電話報警。她說，她的朋友沒有提交襲擊報告，而是被逮捕並關進牢房。格布鲁稱這是一個關鍵時刻，也是「系统性種族主義的赤裸裸的例子」。 
2001年，格布鲁被史丹佛大學錄取。  在那裡，她獲得了電機工程學士和理學碩士學位 ，並於 2017 年獲得了電腦視覺博士學位 。 格布鲁在攻讀博士學位期間曾得到李飛飛的指導。 
在2008年美國總統大選期間，格布鲁為巴拉克·歐巴馬拉票。 
格布魯在2017年LDV Capital Vision Summit競賽中展示了她的博士研究成果，電腦視覺科學家在會上向業界和風險投資家展示了他們的研究成果。格布鲁赢得了競賽，並開始了與其他企業家和投資者的一系列合作。 
2016年和2018年，在攻讀博士學位期間，格布魯都帶着Jelani Nelson的撰寫程式活動 AddisCoder 回到了伊索匹亞。  
在攻讀博士學位期間，格布鲁撰寫了一篇從未發表的論文，闡述了她對人工智慧未來的擔憂之處。她以自己與警察打交道的經歷，以及ProPublica對預測性警務的調查為中心，論述了該領域缺乏多樣性的危險，該調查揭示了機器學習中存在的人類偏見狀況。在論文中，她嚴厲批評了「男孩俱樂部文化”，回顧了她在會議聚會上被醉酒的男性與會者性騷擾的經歷，並批評了該領域名人的英雄崇拜。 

## 事業

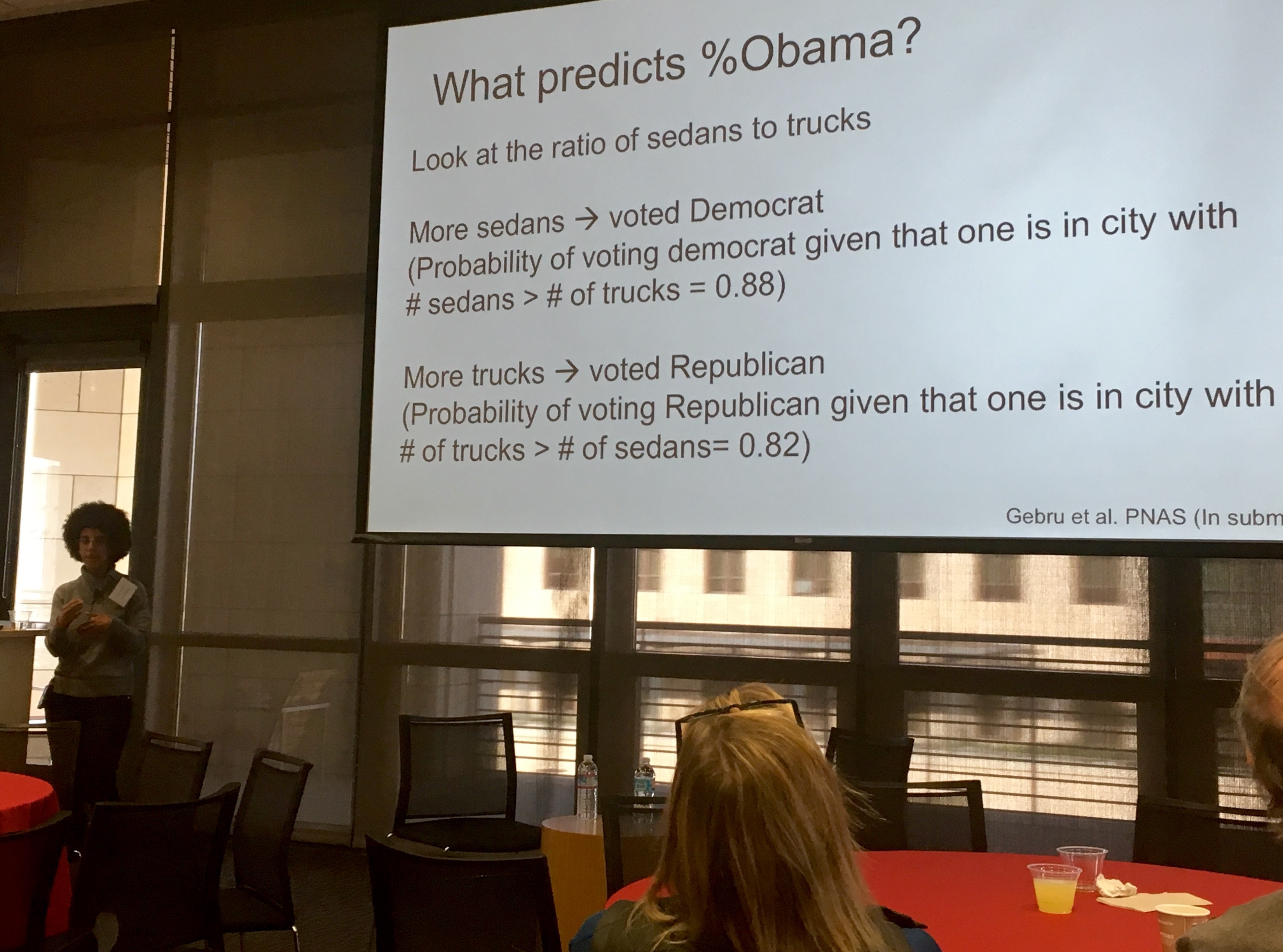
格布魯討論了她的研究结果，即人們可以透過美國人駕駛的車輛類型来預測他们的投票模式，並且具有一定的可靠性

### 2004–2013年：蘋果公司軟體開發
格布魯在史坦佛大學就讀期間以實習生身份加入蘋果公司，在公司硬體部門負責製作聲音元件電路，並於次年獲得全職職位。談到她作為聲音工程師的工作，她的上級告诉《連線》雜誌，她「無所畏懼”，深受同事的喜愛。在蘋果任職期間，格布魯對於開發发軟體產生了濃厚的興趣，尤其是可以檢測人形的電腦視覺軟體。 她繼續為第一代iPad開發信號處理演算法。 當時，她表示自己並沒有老慮其潛在的監視用途，並表示「我只是覺得這在技術上很有趣。」 
在離開公司很久之後，在2021年夏天由蘋果工程師Cher Scarlett領導的#AppleToo運動中，她曾為格布魯提供諮詢。    格布魯透露，她經歷了「太多令人震驚的事情」，並且「總是想知道他們是如何設法擺脱鎂光燈的」。 她說，蘋果早就應該承擔責任了，並警告說他們不能再繼續低調行事了。 格布魯還批評了媒體對蘋果和其他科技巨頭的報導方式，稱媒體幫助這些公司免受大眾監督。 

### 2013–2017年：史丹佛大學和微軟的研究工作
2013年，格布魯加入史丹佛大學李飛飛的實驗室。她對公開可及的圖片進行了資料探資料探勘。 她對政府和非政府組織為收集社群資訊所花費的資金很感興趣。 為了研究替代方案，格布魯將深度學習與Google街景相結合，估算了美國社區的人口統計資料，表明可以透過對汽車的觀察推斷出投票模式、收入、種族和教育等社會經濟屬性。 如果皮卡車的數量超過轎車的數量，那麼該社區就更有可能投票给共和黨。 他們分析了美國200座人口最多的城市的1,500多萬張圖片。 該作品被媒體廣泛報導，被BBC新聞、新聞周刊、經濟學人和紐約時報轉載。   
2015年，格布魯参加了在加拿大蒙特婁舉行的該領域的頂尖大會神經資訊處理系统（NIPS）。她指出，在3,700名參與者當中，她是僅有的幾位黑人研究人員之一。 第二年，當她再次出席會議時，她統計了一下，發現出席會議的 8,500 名代表中只有 5 名黑人男性，而她是唯一的黑人女性。 格布魯與同事Rediet Abebe共同創辦了Black in AI ，這是一間致力於人工智慧的黑人研究人員社群。 
2017年夏天，格布魯加入微軟，擔任人工智慧公平性、問責制、透明度和道德（FATE）實驗室的博士後研究員。   2017 年，格布魯在公平與透明會議上發表了講話，麻省理工學院技術評論採訪了她，探討了人工智慧系統中存在的偏見以及如何透過增加人工智慧團隊的多樣性来解决這一問題。在接受傑娸·史諾（Jackie Snow）採訪時，史諾問格布魯：「缺乏多樣性會如何扭曲人工智慧，特别是電腦視覺？「格布鲁指出，軟體開發人員存在偏見。 在微軟任職期間，格布鲁與人合作撰寫了一篇主題名為《性别陰影》的研究論文 ，該論文後来成為麻省理工學院一項更廣泛的專案名稱，該專案由共同作者喬伊·布蘭維尼 (Joy Buolamwini)帶頭。兩人研究了臉部辨識軟體，發現在某些特定的應用當中，黑人女性被識别的可能性比白人男性低 35%。 

### 2018–2020年：Google的人工智慧倫理
格布魯於2018年加入Google，與瑪格麗特·米切爾共同領導一個人工智慧倫理團隊。她研究人工智慧的含議，希望提高技術程度造福社會的能力。 
2019年，格布魯和其他人工智慧研究人員「簽署了一封信，呼籲亞馬遜停止向執法機構出售其臉部辨識技術，因為該技術對女性和有色人種存在偏見”，並引用了麻省理工學院研究人員進行的一項研究，該研究表明，亞馬遜的臉部辨識系統在識别深色皮膚女性方面比任何其他科技公司的臉部識别軟體都更困難。 在接受《紐約時報》採訪時，格布魯進一步表示，她認為臉部辨識太危險了，目前不適合用在執法和反恐目的。 

### 離開 Google
2020 年，格布魯與5 位合著者撰寫了一篇名稱為《論随機鸚鵡的危險：語言模型會太大嗎？🦜 》的論文。該篇論文研究了規模非常大的語言模型的風險，包括模型對環境的影響、財務成本、大型模型的不可預測性、大型語言模式 (LLM) 對某些族群表現出偏見的可能性、大型語言模式 (LLM) 無法理解其處理的語言，以及利用大型語言模型 (LLM) 散播假訊息。 
2020年12月，她與Google的聘僱關係终止，因為Google高層要求她要麼在發表前撤回論文，要麼從論文中删除所有Google員工的名字。 六位作者中，只有Emily M. Bender當時不在Google任職。 在一封寄给内部合作名單，長達六頁的郵件當中，格布鲁描述了她如何在短時間內被召集参加會議，在會議中她被要求撤回論文，並要求得知做出該決議的每位人的姓名和理由，以及如何根據Google的喜好對論文進行修改的建議。她表示，如果没有得到這些資訊，她將在適當的時間後與Google確定聘僱關係結束日期。   Google没有滿足她的要求，而是立即終止了與她的聘僱關係，並宣布接受了她的辭職。 Google人工智慧研究主管Jeff Dean在一封電子郵件中回復稱，他們做出這項决定是因為這篇論文忽略了太多近期相關主題的研究成果，这些研究涉及如何舒緩其中描述的一些問题、環境影響以及這些模型的偏見。  
迪恩接著發布了關於格布鲁魯離職的内部電子郵件以及他對此事的看法，為Google的研究論文流程辯護，稱其「主要在解決雄心勃勃的問題，但要負責任得解決」。格布魯和其他人指責這封最初的郵件以及迪恩隨後典此事的沉默，催化並助長了緊隨其後的騷擾。格布魯在推特上遭到多個傀儡帳户和網路白目的連續騷擾，發表種族主議和淫穢言論。格布魯和她的支持者聲稱，部分騷擾來自機器學習研究員佩德羅·多明戈斯 (Pedro Domingos)和商人邁克爾·利薩克 (Michael Lissack) ，他們稱格布鲁的工作是“以科學為幌子的宣傳”。  據稱，利薩克還騷擾了米切爾、本德以及格布鲁前團队的其他同事。 Twitter於2021年2月1日暫時暫停了利薩克的帳戶連線權限。 
格布魯一直堅稱自己是被解僱的，近2,700名Google員工和超過 4,300 名學者以及民間社會支持者簽署了一封信，遣責Google解僱格布鲁的事情。  9名國會議員致信Google，要求其澄清蒂姆尼特·格布鲁離職的相關情況。 格布鲁的前團隊成員要求将副總裁梅根·卡喬利亞 (Megan Kacholia) 從團隊管理當中除名。 據稱，卡喬利亞在未事先通知格布鲁的直屬上司薩米·本吉奥 (Samy Bengio)的情況下解僱了格布鲁， 格布鲁的前團隊要求卡喬利亞和迪恩為格布鲁受到的待遇道歉。 米切爾在推特上批評Google對待致力於消除人工智慧偏見和惡質言論員工的方式，包括涉嫌解僱格布鲁。米切爾後来因涉嫌泄露機密商對敏感文件和其他員工的私人資料而被解雇。  
在格布鲁離職情況遭到負面報導後，Google母公司Alphabet的執行長桑達爾·皮查伊 (Sundar Pichai ) 在推特上公開道歉，但沒有說明格布鲁是被解僱還是辭職 ，並對此事展開了長達數月的調查。  審查結束後，迪恩宣布Google將改變「處理某些員工離職的方式」，但仍未澄清格布鲁離開Google是否是自願的。 此外，迪恩表示，將對涉及「敏感」主题的研究論文的審查方式做出改變，並将每季向Alphabet董事會報告多元化、公平和包容性目標。格布鲁在推特上寫道，她對Google「沒有抱有更多期待」，並指出這些變化是由於她被解僱時提出的要求而產生的，但沒有人為此承擔擔責任。 此後，兩名Google員工辭去了公司職務。 
在她離職後，Google舉辦了一場論壇，討論公司遭遇種族歧視的經歷。員工向NBC新聞報導，論壇有一半時間都在詆毁格布魯，他們認為公司是在拿她敢於直言的言論来殺雞儆猴。随後，一名有治療師執照，為Google的黑人員工舉行了一次團體心理治理，員工表示，治療師對格布鲁被解僱给他們造成的傷害不以為然。 

### 自 2021年起：獨立研究
2021年11月，内森·卡明斯基金會與Open MIC合作，並得到Color of Change的支持， 提交了一份股東提案，呼籲進行「種族平等審計」，以分析 Alphabet 對「黑人、土著和有色人種(BIPOC) 社群」的「不利影響」。該提案還要求調查Google是否對提出歧視擔憂的少數族裔員工進行了報復， 理由是格布鲁被解僱、她之前敦促Google聘僱更多 BIPOC，以及她對Google技術中種族偏見的研究。  此項提議是應科里·布克 (Cory Booker)帶領的参議院民主黨核心小組成員當年早些時候提出的一項非正式請求而提出的，他們也提到了格布鲁已與該公司及她的分道揚鑣。 
2021年12月，路透社報導稱，Google因公司對待黑人女性的方式而受到加州公平就業和住房部(DFEH) 的調查， 在此之前，現任和前任員工正式投投訴Google存在歧視和騷擾行為。  此前，格布鲁和其他BIPOC員工報告稱，當他們向人力資源部講述自己遭受種族歧視和性别歧視的經歷時，人力資源部建議他们休病假，並透過公司的員工援助計劃(EAP) 接受治療。 格布鲁和其他人認為，她被解僱是報復行動，也是Google存在制度性種族主義的證據。 Google表示，公司「將繼續專注於這項重要工作項目，並徹底調查任何問題，以確确保[Google]具有代表性和公平性。” 
2021年6月，格布鲁宣布她正在籌集資金，「以她在Google道德AI團隊的工作經歷和她在Black in AI的經驗為藍本，創辦一間獨立研究機構。」 
2021年12月2日，她成立了分散式人工智慧研究所 (DAIR)，預計將記錄人工智慧對弱勢族群的影響，重點關注非洲和美國的非洲移民。  該組織最初的專案之一是計劃運用人工智慧分析南非城镇的衛星圖像，以更好地了解種族隔离的遺留的問題。 
格布魯和Émile P. Torres使用首字母縮略詞TESCREAL來批評评他們所看到的一組重叠的未來主義哲學：超人類主義、外主義、奇點主義、宇宙主義、理性主義、有效利他主義和長期主義。格布鲁認為，這些理論都造就科技巨頭内部的右傾影響，並將這些支持者比作「20 世纪的優生學家」，他們生產的一些惡質專案卻被他们描繪成「造福人類」。 
格布鲁批評通用人工智慧（AGI）的研究根植於優生學。格布鲁指出，人們的注意力應該從AGI上轉移開，嘗試構建AGI本質上是一種不安全的作法。 

## 獎項與認可
格布鲁、Buolamwini和Inioluwa Deborah Raji憑藉其研究突顯了臉部辨識演算法當中的偏見嚴重問題，獲得了VentureBeat 2019 年 AI 創新獎'AI for Good類别。  格布魯被《財富》雜誌評為 2021 年全球 50 位最偉大大領導者之一。科學雜誌《自然》列出了 2021 年在科學發展中發揮重要作用的十位科學家，格布鲁名列其中。 
格布魯被《時代》雜誌評為2022年最具影響力的人物之一。 
2023年，格布魯被紐約卡内基公司授予“偉大移民獎”獲獎者。 
2023年11月，她被列入BBC「巾幗百名」名單。 

## 選擇出版物
- Gebru, Timnit.  (PDF) (学位论文). 1 August 2017  [2024-06-22]. （原始内容存档 (PDF)于2022-10-18）.
- Gebru, Timnit; Krause, Jonathan; Wang, Yilun; Chen, Duyun; Deng, Jia; Aiden, Erez Lieberman; Fei-Fei, Li. . Proceedings of the National Academy of Sciences. 12 December 2017, 114 (50): 13108–13113. Bibcode:2017PNAS..11413108G. ISSN 0027-8424. PMC 5740675 . PMID 29183967. doi:10.1073/pnas.1700035114  （英语）.
- Buolamwini, Joy; Gebru, Timnit. . Proceedings of Machine Learning Research. 2018, 81: 1–15  [2024-06-22]. ISSN 1938-7288. （原始内容存档于2024-10-09）.
- Gebru, Timnit. Dubber , 编. . Oxford University Press. 9 July 2020: 251–269. ISBN 978-0-19-006739-7. doi:10.1093/oxfordhb/9780190067397.013.16 （英语）.
- Gebru, Timnit; Torres, Émile P. . First Monday. April 1, 2024, 29 (4)  [2024-06-22]. doi:10.5210/fm.v29i4.13636 . （原始内容存档于2024-07-01）.